# Emilio Fernández Galiano
Emilio Fernández Galiano (Marchamalo, 24 de septiembre de 1885-Madrid, 12 de mayo de 1953) fue un científico español, destacado como zoólogo e histólogo, académico de la Real Academia Española, entre otras.

## Biografía
Hijo de un maestro de escuela, estudió el bachillerato en Guadalajara y en 1909 se doctoró en Ciencias Naturales en la Universidad de Madrid. En 1911 trabajó como auxiliar de Zoología en la Facultad de Ciencias de la Universidad de Barcelona, donde al año siguiente obtuvo la cátedra de Técnica micrográfica e Histología vegetal que ocupó hasta 1935, cuando obtuvo la misma cátedra en Madrid. Estudió como pensionado en varios laboratorios biológicos y oceanográficos, como el de Palma de Mallorca y Banyuls sur Mer. En 1926 fue nombrado académico de la Real Academia de Ciencias y Artes de Barcelona. En 1942 fue elegido académico de la Real Academia Nacional de Medicina y en 1948 de la Real Academia Española con el discurso Algunas reflexiones sobre el lenguaje biológico. Desde 1941 hasta su muerte fue director del Instituto José de Acosta de Ciencias Naturales dependiente del Consejo Superior de Investigaciones Científicas (CSIC) y del Museo Nacional de Ciencias Naturales de España. También fue presidente de la Real Sociedad Española de Historia Natural y vicepresidente del Patronato Santiago Ramón y Cajal del CSIC. Fue el primero de una larga saga de científicos y académicos entre los que se encuentran sus hijos, Emilio Fernández-Galiano (1923-2006), doctor en Farmacia, académico y catedrático universitario, el naturalista Dimas (1921-2002), el jurista Antonio (1926-1999) y el helenista, Manuel (1918-1988); un nieto, hijo de Dimas, Luis Fernández-Galiano, es arquitecto y académico de Bellas Artes.

## Obra
- Consideraciones acerca de la posición de las esponjas en el reino animal (1910)
- Lecturas biológicas (1915)
- Morfología y Biología de los Protozoos (1921)
- Cómo se alimentan las plantas (1923)
- Los animales parásitos (1928)
- Contribución al estudio de los sarcosporidios (1928)
- La herencia biológica (1934)
- Los fundamentos de la Biología (1945)
- Compendio de Biología General (1951)